# Liu Shifu
Liu Shifu (chinês:  劉師復; pinyin: Liu Shih-fu, nascido Liu Shaobin, em 27 de junho de 1884) também conhecido como Sifu, foi um assassino e político chinês. Ele foi um esperantista e uma figura influente no movimento revolucionário chinês no início do século XX, e no movimento anarquista chinês em particular. Ele foi uma figura chave no movimento, particularmente na província de Kwangtung, e um dos organizadores mais importantes da tradição anarquista chinesa. Ele é às vezes chamado de Pierre-Joseph Proudhon da China.

## Biografia

### Primeiros anos
Liu Shaobin nasceu em 27 de junho de 1884, em uma família próspera no condado de Xiangshan, Guangdong. Seu pai, Liu Biancheng, era um funcionário local e estava envolvido em empreendimentos comerciais. Normalmente educado quando criança, junto com outros adolescentes chocados com o resultado da Primeira Guerra Sino-Japonesa daquela época, ele conquistou o primeiro lugar nos exames locais de Guangdong em 1898. No ano seguinte, Liu, devido à sua decepção com a política chinesa, foi reprovado propositalmente no exame provincial em Guangzhou, o que surpreendeu muito seu pai. Liu não gostava de sua educação formal e achava que a China precisava de uma reforma.
Depois de ser reprovado no teste, Liu empreendeu suas primeiras atividades agitando por reforma ao ajudar um grupo de leitura a estudar livros e revistas para obter novos conhecimentos e organizar uma sociedade de oratória. Seu primo, Liu Yuehang, juntou-se a ele nessas atividades. Eles também criaram uma filial do seu grupo de leitura em Macau, onde Shifu conheceu Zheng Guangong, um dos pensadores chineses mais radicais daquela época, e fundou uma escola para meninas em Xiangshan. Paralelamente a estas atividades de reforma, Liu manteve uma busca por conhecimento para satisfazer as necessidades do seu país e, mais amplamente, uma noção generalizada de como a China deveria ser transformada.
Estas reflexões sobre a reforma de um país levaram-no a campos para os quais tinha pouca aptidão e pouco interesse genuíno, e estudou os campos da matemática tradicional equivalentes à álgebra e à trigonometria. Ele também leu amplamente as obras dos pensadores heterodoxos das Cem Escolas de Pensamento.
Em 1902, ele viajou para o Japão para prosseguir estudos ocidentais. No Japão, ele investigou a política radical e juntou-se à Aliança Revolucionária de Sun Yat-Sen .  Quando adolescente, ele mudou seu nome para Liu Sifu (Sifu significa literalmente "pensando na restauração do povo Han") pela primeira vez.

### Atividades posteriores
Liu retornou à China em 1906. Depois de retornar à China, Liu organizou vários movimentos revolucionários durante o final de 1906 e início de 1907. Na manhã de 1º de maio de 1907, Liu tentou assassinar Li Zhun, o comandante naval de Guangdong da dinastia Qing, mas falhou e perdeu uma das mãos em uma explosão acidental. Liu foi posteriormente detido e encarcerado por cerca de três anos devido ao assassinato fracassado. No início de 1910, após a libertação, Liu co-fundou o Corpo de Assassinos da China com Xie Yingbo, Zhu Shutang e outros. O Corpo de Assassinatos da China foi um movimento anticolonial que foi fortemente influenciado pelas táticas do movimento niilista russo e defendeu o terrorismo revolucionário e o assassinato de elites criminosas (Propaganda pelo ato). Após a conversão ao anarquismo, ele denunciou estas tácticas como contraproducentes e mudou o seu foco para a organização de base entre camponeses e trabalhadores, a fim de construir um movimento revolucionário de massas. Ele foi um dos primeiros revolucionários chineses a defender seriamente a organização camponesa como um elemento-chave da sua estratégia revolucionária.
Em 1912, Liu fundou a Sociedade dos Galos Cantando no Escuro (também conhecida como Sociedade Cock-Crow, 晦鸣学), cujo jornal, Voz do Povo, foi o principal órgão do anarquismo chinês na década de 1910. Liu foi um expositor habilidoso da doutrina anarquista e suas polêmicas trocas com o líder socialista Jiang Kanghu ajudaram a popularizar o anarquismo como um "socialismo puro" e a distingui-lo de outras correntes do pensamento socialista.
A Sociedade dos Galos Cantando, também conhecida como "Grupo Guangzhou", é geralmente descrita como sendo “liderada” por Liu, e isso é geralmente correto na medida em que a entendemos como liderança pelo exemplo, uma vez que nunca lhe foi concedida qualquer autoridade formal sobre o grupo. As suas contribuições mais significativas nesta fase foram a fundação de “uma aliança entre intelectuais e trabalhadores” e o seu trabalho de propaganda que se propôs a diferenciar o anarquismo de todos os outros socialismos que se popularizavam; ao fazê-lo, cristalizou pela primeira vez exatamente o que era o anarquismo na China. O grupo de Guangzhou utilizou afirmações positivas de direitos e trabalhadores, mulheres, camponeses e outros grupos oprimidos para delinear a sua visão de uma sociedade anarquista.

### Esperantismo
Além da militância anarquista, Liu foi muito ativo no movimento pela língua internacional Esperanto, no qual utilizou o pseudônimo Sifo.